# Bulbul ullgrís
El bulbul ullgrís (Iole propinqua) és una espècie d'ocell de la família dels picnonòtids (Pycnonotidae). Es troba a Cambodja, Xina, Laos, Myanmar, Tailàndia i Vietnam. Els seus hàbitats principals són els boscos tropicals i subtropicals de frondoses humits de les terres baixes i les àrees forestals fortament degradades. El seu estat de conservació es considera de risc mínim.